# Nator
Nator (beng. নাটোর) – miasto w Bangladeszu (prowincja Radźshahi). Według danych szacunkowych na rok 2009 liczy 105 435 mieszkańców.